# Nnewi
Nnewi este al doilea cel mai mare oraș din statul Anambra, Nigeria.